# Florence Griffith Joyner
Florence Griffith Joyner (Los Angeles, Kalifornia, 1959. december 21. – Mission Viejo, Kalifornia, 1998. szeptember 21.) az 1988-as szöuli olimpia egyik legnagyobb sztárja volt az amerikai zászló színeit megjelenítő hihetetlenül hosszú körmeivel, a 100 és 200 méteres síkfutás, valamint a 4 × 100-as váltó aranyérmével, továbbá a 4 × 400-as váltó ezüstérmével.
1988. július 16-án, Indianapolisban, az 1988-as szöuli olimpia USA válogatott selejtezőjén, 10,49 mp-es idejével új női 100 méteres síkfutás világrekordot állított be, melyet azóta is megdönthetetlennek tartanak. A szél sebessége a műszerek szerint 0,0 m/s volt, így felmerült a meghibásodás vagy csalás lehetősége, azonban a vizsgálatok ellenére az eredményt a Nemzetközi Atlétikai Szövetség elismerte világrekordként.
Továbbá ő tartja a női 200 méteres világrekordot is 21,34 mp-es idejével, melyet az 1988-as szöuli olimpia női 200 méteres döntőjében ért el.
Tragikusan fiatalon hunyt el;
váratlan és az egész sportvilágot sokkoló halálát 1998. szeptember 21-én egy álmában bekövetkező epilepsziás roham okozta, amely fulladást idézett elő.